# Dan McGillis
Daniel „Dan“ McGillis (* 1. Juli 1972 in Hawkesbury, Ontario) ist ein ehemaliger kanadischer Eishockeyspieler, der im Verlauf seiner aktiven Karriere zwischen 1989 und 2010 unter anderem 698 Spiele für die Edmonton Oilers, Philadelphia Flyers, San Jose Sharks, Boston Bruins und New Jersey Devils in der National Hockey League auf der Position des Verteidigers bestritten hat. Darüber hinaus war er auch für die Adler Mannheim aus der Deutschen Eishockey Liga aktiv. Seinen größten Karriereerfolg feierte McGillis in Diensten der kanadischen Verbandsauswahl mit dem Gewinn des prestigeträchtigen Spengler Cups im Jahr 1995.

## Karriere
McGillis spielte zunächst von 1989 bis 1992 in der im Osten Ontarios beheimateten Central Junior A Hockey League bei den Hawkesbury Hawks. Obwohl seine Leistungen nicht gerade beeindruckend waren, wählten ihn die Detroit Red Wings im NHL Entry Draft 1992 in der zehnten Runde an 238. Position aus. Trotz seines Alters von bereits 20 Jahren entschied sich der Kanadier zunächst gegen einen Profivertrag und wechselte an die Bostoner Northeastern University, wo er sein Studium absolvierte und gleichzeitig für das Universitätsteam in der Hockey East der National Collegiate Athletic Association auflief. Nach vier Jahren und ansprechenden Statistiken, die ihm 1995 eine und 1996 zwei Berufungen in die diversen All-Star Teams der NCAA bescherten.

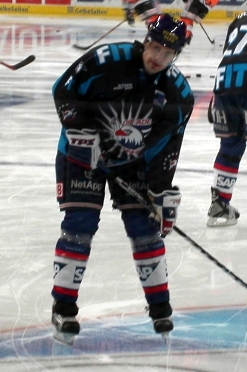
Dan McGillis im Trikot der Adler Mannheim (2008)

Nachdem die Transferrechte an seiner Person im März 1996 im Austausch für Kirk Maltby von den Red Wings zu den Edmonton Oilers transferiert worden waren, unterschrieb McGillis bei den Oilers vor der Saison 1995/96 im Alter von 24 Jahren seinen ersten Profivertrag. Dort etablierte sich der Verteidiger auf Anhieb im NHL-Kader und kam in seiner Rookiesaison auf 73 Einsätze. Auch die Spielzeit 1996/97 verbrachte der Kanadier zunächst bei den Oilers, ehe er während der Saison kurz vor dem Ende der Transferperiode für Janne Niinimaa zu den Philadelphia Flyers abgegeben wurde. An der US-amerikanischen Westküste blieb der Verteidiger bis ins Spieljahr 2002/03 hinein und hatte dort in der Saison 2000/01 sein mit Abstand bestes NHL-Jahr mit 49 Punkten in 82 Spielen. Da McGillis in den folgenden zwei Jahren nicht mehr an diese Leistung anknüpfen konnte, entschieden sich die Flyers im Dezember 2002 McGillis für Marcus Ragnarsson zu den San Jose Sharks zu transferieren, die sich nach einem verpatzten Saisonstart im Umbruch befanden. Da sich mit der Ankunft des Kanadiers aber keine Verbesserung des Teams einstellte, musste er das Team nach nur 37 Spielen wieder verlassen. Der Linksschütze wurde zu den Boston Bruins abgegeben, die im Gegenzug ein Draft-Wahlrecht der zweiten Runde nach San Jose schickten. Bei den Bruins verbesserten sich seine Statistiken bis zum Ende der Saison 2003/04 wieder leicht.
Aufgrund des NHL-Lockouts in der Spielzeit 2004/05 setzte McGillis das gesamte Jahr aus und unterzeichnete vor der Saison 2005/06 einen Vertrag bei den New Jersey Devils, einem der stärksten Teams der Eastern Conference. Zunächst gehörte der Kanadier auch zum NHL-Kader, doch nach einer enttäuschenden Bilanz von lediglich sechs Vorlagen in 27 Spielen schob ihn das Devils-Management in die American Hockey League ab. Dort verbrachte McGillis den Rest des Jahres beim Devils-Farmteam, den Albany River Rats. In der Saison 2006/07 musste er sich erneut mit einem Stammplatz in der AHL begnügen. In 68 Spielen für die Lowell Devils erzielte der Kanadier 41 Punkte, sein im Sommer 2007 auslaufender Vertrag wurde jedoch nicht verlängert und auch im saisonvorbereitenden Trainingslager der Vancouver Canucks, die ihn mit einem sogenannten Try-Out-Vertrag eingeladen hatten, konnte sich McGillis nicht empfehlen. Daraufhin unterschrieb der Kanadier im Oktober einen Vertrag bei den Adler Mannheim aus der Deutschen Eishockey Liga, welcher später bis zum Ende der Spielzeit 2008/09 verlängert wurde. Nachdem sich die Adler nach dem Auslaufen des Vertrages von McGillis trennten, unterschrieb der Verteidiger im Januar 2010 erneut einen Vertrag bei seinem Ex-Verein aus der DEL. Zum Saisonende 2009/10 wurde sein Vertrag allerdings nicht verlängert, woraufhin der 38-Jährige seine aktive Karriere beendete.

## Erfolge und Auszeichnungen
| - 1995 Hockey East First All-Star Team - 1995 Spengler-Cup-Gewinn mit dem Team Canada - 1996 Hockey East First All-Star Team | - 1996 NCAA East First All-American Team - 2009 Teilnahme am DEL All-Star Game |

## Karrierestatistik

### International
Vertrat Kanada bei:
- Weltmeisterschaft 2002

(Legende zur Spielerstatistik: Sp oder GP = absolvierte Spiele; T oder G = erzielte Tore; V oder A = erzielte Assists; Pkt oder Pts = erzielte Scorerpunkte; SM oder PIM = erhaltene Strafminuten; +/− = Plus/Minus-Bilanz; PP = erzielte Überzahltore; SH = erzielte Unterzahltore; GW = erzielte Siegtore; 1 Play-downs/Relegation; Kursiv: Statistik nicht vollständig)